# Nerva, Huelva

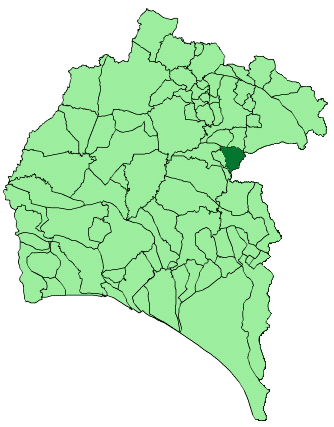
Bản đồ Nerva, Huelva

Nerva là một đô thị ở tỉnh Huelva, Tây Ban Nha. Theo điều tra dân số năm 2005, đô thị này có dân số 5.936 người. Năm 2007, đô thị này có dân số khoảng 5991 người. Nerva có diện tích 55 km² và mật độ dân số 107,9 người/km². Tọa độ địa lý là 37º 41' độ vĩ bắc, 6º 32' độ kinh đông. Nerva nằm ở độ cao 332 m trên mực nước biển và cách tỉnh lỵ Huelva 75 km.